# Alte Universität Löwen

Wappen der alten Universität Löwen (1425–1797)

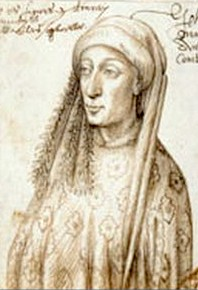
Herzog Johann IV. von Brabant: Primus Academiae Conditor fuit Ioannes Quartus, Lotharingiae, Brabantiae, et Limburgiae Dux, Marchio Sacri Imperii (Der erste Gründer der Universität war Johannes IV., Herzog von Lothringen, Brabant und Limburg, Markgraf des Heiligen Römischen Reiches)

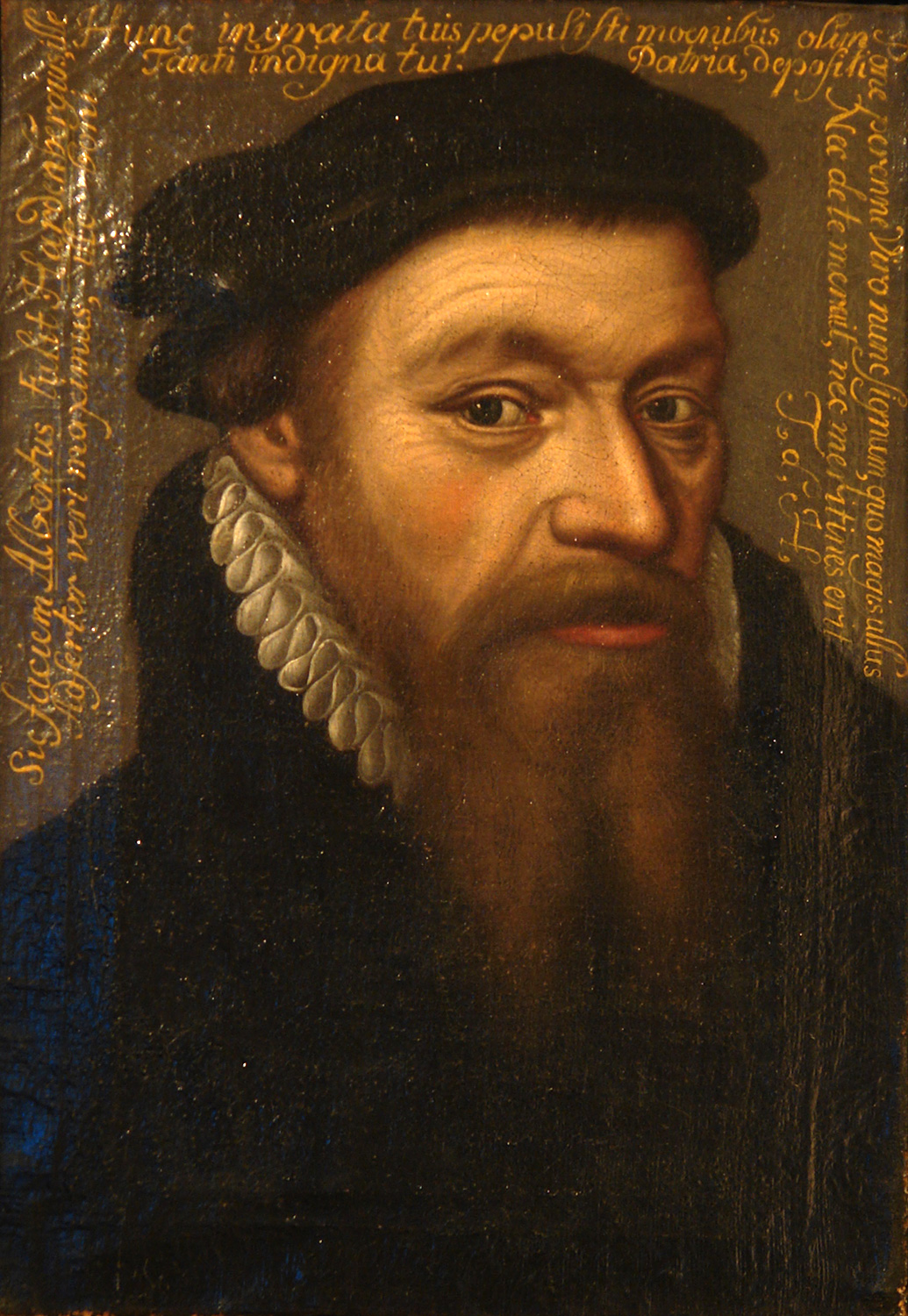
Albertus Risaeus, nahm Teil an der Reformationsbewegung der Universität Löwen und flüchtete später nach Holland.

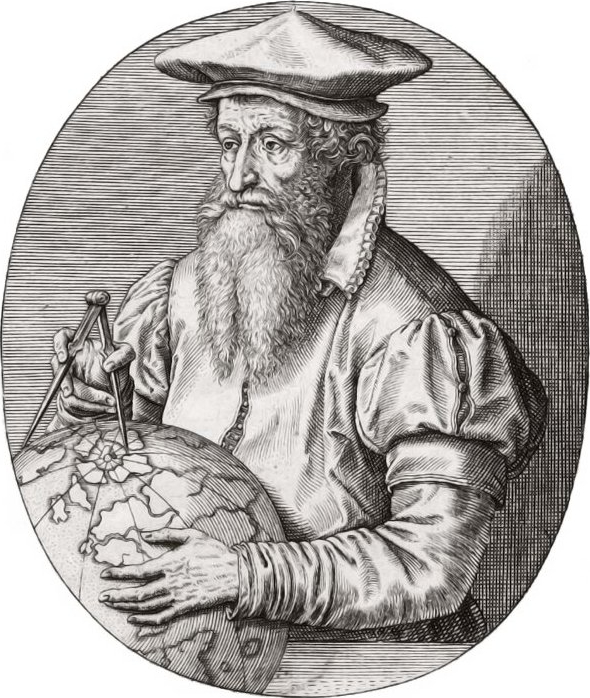
Gerhard Mercator, aktiv in der Reformbewegung der Universität Löwen, flüchtete nach Duisburg.

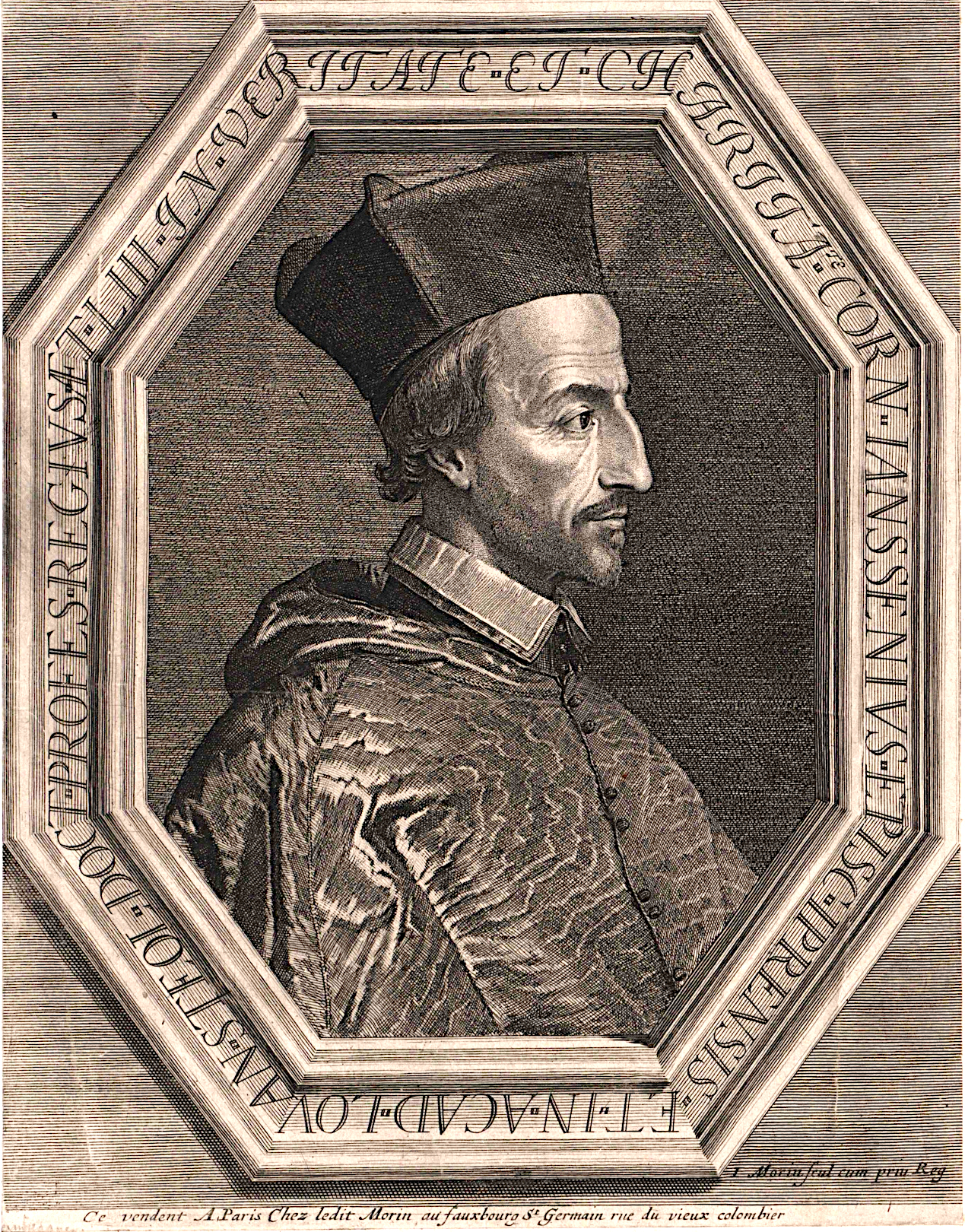
Jansenius, berühmter Professor der Universität Löwen, war der Verteidiger des sogenannten Jansenismus.

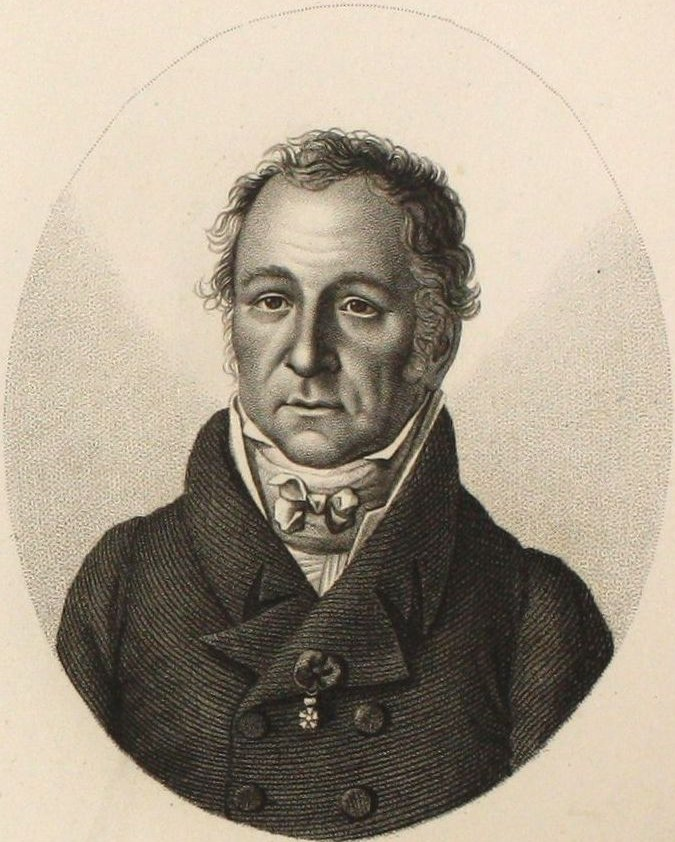
Charles Lambrechts (1753-1825), Professor für kanonisches Recht (1777), Freimaurer, Rector magnificus der Universität von Löwen im Jahre 1786 und dann Justizminister der Französischen Republik.

Von 1425 bis 1797 war die Alte Universität Löwen in Löwen ein Zentrum der Kultur und des Wissenstransfers in den südlichen Niederlanden.

## Bedeutung
Die Universität von Löwen spielte eine wichtige Rolle bei der Ausbreitung und der weiteren Verwendung der Lateinischen Sprache und Literatur in den Niederlanden. Wie der Humanismusforscher Jozef IJsewijn (1932–1998) meinte, war die Schließung dieser Institution im Jahre 1797 eine Katastrophe für den Lateingebrauch in den südlichen Niederlanden.
Die Universität war während des siebzehnten und achtzehnten Jahrhunderts bis zu ihrer Schließung Mittelpunkt der augustinischen Theologie in Europa, es sei gar „das jansenistische Rom“ gewesen, mit Professoren wie Cornelius Jansen, Peter Stockmans, Johannes van Neercassel, vor allem Zeger Bernhard van Espen und seinem berühmten Schüler Justinus Febronius.

## Geschichte
Die alte Universität Löwen (1425–1797) oder Studium Generale Lovaniense oder Universitas Studiorum Lovaniensis, wurde von dem französischen Prinzen Johann IV. von Burgund und Herzog von Brabant und vom Rat der Stadt Löwen gegründet, die sich damit gegen anfänglichen Widerstand des Kapitels an Sankt-Peter durchsetzten. Das Zentrum gelehrter Bildung lag nun hier, nachdem die Domschule von Lüttich untergegangen war.
Die Stiftung wurde im folgenden Jahr von Papst Martin V. bestätigt. Sie bestand bis 1797. Ihr offizieller Nachfolger wurde die École Centrale de Bruxelles.
Als Vorbilder für die damalige Gründung dienten die Universitäten in Paris, Köln und Wien. Im 16. Jahrhundert galt Löwen als eine der Hauptstädte des Humanismus. Erasmus von Rotterdam, der allerdings nie in Löwen Student oder Professor war, weilte 1517 einige Monate in Löwen und wirkte an der Gründung des Collegium Trilingue mit. Diese Einrichtung zum Studium des Lateinischen, Griechischen und Hebräischen war die erste Institution dieser Art in Europa; hier wurden griechische und hebräische Texte nicht länger in lateinischer Übersetzung, sondern in ihren Originalfassungen studiert.
Seit 1493 war Adrian von Utrecht hier Professor, bis er 1522 zum Papst Hadrian VI. gewählt wurde – dem letzten nicht-italienischen Papst vor Papst Johannes Paul II. Justus Lipsius unterrichtete viele Jahre in Löwen, und Gemma Frisius betreute hier Studenten wie Gerhard Mercator, Rembert Dodoens und Andreas Vesalius. Später war es der Löwener Theologe Cornelius Jansen, der mit seinen Thesen für Aufruhr sorgte, und 1783 entdeckte der Physiker Johannes Petrus Minckeleers die Eignung von Kohlengas für Beleuchtungszwecke.

### Auflösung 1797
Am 25. Oktober 1797 wurden gemäß dem Vertrag von Campoformio die habsburgischen niederländischen Provinzen des Heiligen Römischen Reiches Teil der Französischen Republik, und die Universität von Löwen wurde offiziell aufgelöst. Die Republik wollte nach dem Gesetz vom 15. September 1793 das Ausbildungssystem in Frankreich modernisieren. Alle Materialien und die umfangreiche Bibliothek wurden auf die neue École Centrale von Brüssel übertragen, die freilich als solche nur bis 1802 bestand. Die 1817 gegründete Reichsuniversität Löwen und die 1834 in Mechelen gegründete Katholische Universität waren dagegen keine unmittelbaren Rechtsnachfolger der alten Universität.

## Archiv
Das Archiv und die Handschriften der Universität Löwen sind bis heute vollständig geblieben und wurden 2013 in das Weltdokumentenerbe aufgenommen.